# Liparis trullifera
Liparis trullifera är en orkidéart som beskrevs av Oakes Ames och Charles Schweinfurth. Liparis trullifera ingår i släktet gulyxnen, och familjen orkidéer. Inga underarter finns listade i Catalogue of Life.